# Nicholas Kristof
Nicholas Donabet Kristof (Chicago, 27 aprile 1959) è un giornalista statunitense, opinionista del The New York Times dal 2001 al 2021, collaboratore regolare della CNN e vincitore di due Pulitzer. È autore di numerosi libri insieme alla moglie Sheryl WuDunn..
Kristof si definisce  un progressista. Secondo il Washington Post, Kristof "ha riscritto il giornalismo d'opinione" con la sua enfasi sulle violazioni dei diritti umani e sulle ingiustizie sociali, come la tratta di esseri umani e il conflitto del Darfur". L'arcivescovo sudafricano Desmond Tutu lo ha descritto come un "africano onorario" per aver puntato i riflettori sui conflitti trascurati.  Ha avuto  una serie di lauree honoris causa.

## Biografia
Kristof è nato a Chicago, Illinois, ed è cresciuto nella comunità rurale di Yamhill, Oregon. È figlio di Jane Kristof (nata McWilliams) e Ladis "Kris" Kristof (nato Władysław Krzysztofowicz), entrambi professori alla Portland State University di Portland, Oregon. Suo padre nacque da genitori di etnia polacca e armena nell'ex Austria-Ungheria, ed emigrò negli Stati Uniti dopo la seconda guerra mondiale.
Kristof si è diplomato alla Yamhill Carlton High School, dove è stato redattore di giornali scolastici, e in seguito si è laureato all'Università di Harvard, ha quindi svolto un tirocinio presso The Oregonian e ha scritto per The Harvard Crimson. È entrato a far parte dello staff del New York Times nel 1984 College per poi studiare legge al Magdalen College di Oxford. Ha conseguito la laurea in giurisprudenza con lode e ha vinto un premio accademico. Successivamente, ha studiato arabo in Egitto per l'anno accademico 1983-84 presso l'American University del Cairo. È entrato a far parte dello staff del New York Times nel 1984.